# Stanislav Dnistrjanskyj
Stanislav Severynovič Dnistrjanskyj, cyrilicí Станіслав Дністрянський, též Stanislaus Dnistriańskyj (13. listopadu 1870 Ternopil – 5. května 1935 Užhorod), byl rakouský právník a politik ukrajinské (rusínské) národnosti z Haliče, na počátku 20. století poslanec Říšské rady.

## Biografie
Pocházel z rodiny školního inspektora. Absolvoval obecnou školu a gymnázium v Tarnopolu a pak studoval práva na Vídeňské univerzitě, kde roku 1893 získal titul doktora práv, Lipské univerzitě a Berlínské univerzitě. Roku 1898 se habilitoval na univerzitě ve Lvově v oboru civilního práva a o tři roky později byl jmenován mimořádným profesorem. Také zde sloužil u 30. pěšího regimentu, byl poručíkem v záloze.
Působil též coby poslanec Říšské rady (celostátního parlamentu Předlitavska), kam usedl ve volbách do Říšské rady roku 1907, konaných poprvé podle všeobecného a rovného volebního práva. Byl zvolen za obvod Halič 61. Mandát obhájil ve volbách do Říšské rady roku 1911. Patřil k Ukrajinské národně demokratické straně. Po volbách roku 1907 byl uváděn coby člen poslaneckého Rusínského klubu, po volbách roku 1911 jako člen klubu Ukrajinské parlamentní zastoupení. Byl také autorem návrhu ústavy Západoukrajinské lidové republiky, která krátce existovala po zániku Rakouska-Uherska.
Po první světové válce ve Vídni spoluzakládal Svobodnou ukrajinskou univerzitu určenou pro vzdělávání ukrajinské emigrace, která byla vzápětí pro klidnější situaci a díky podpoře prvního československého prezidenta T. G. Masaryka přesídlena do Prahy. Dnistrjanskyj na ní až do své smrti působil jako profesor civilního práva a všeobecné nauky práva, zároveň byl postupně děkanem její právnické fakulty i rektorem. Kromě toho krátce přednášel i na Německé univerzitě a Svobodné škole politických nauk. Byl také předsedou Ukrajinského právnického spolku v ČSR a členem Všeukrajinské akademie věd. Napsal řadu právnických pojednání jak v ukrajinštině, němčině a polštině, tak později v češtině. V jeho teoretickém přístupu k právu převažovala sociologická metoda a byl mj. zastáncem státní regulace trhu. Podílel se též na vypracování ukrajinské právnické terminologie.